# Conseil de marine

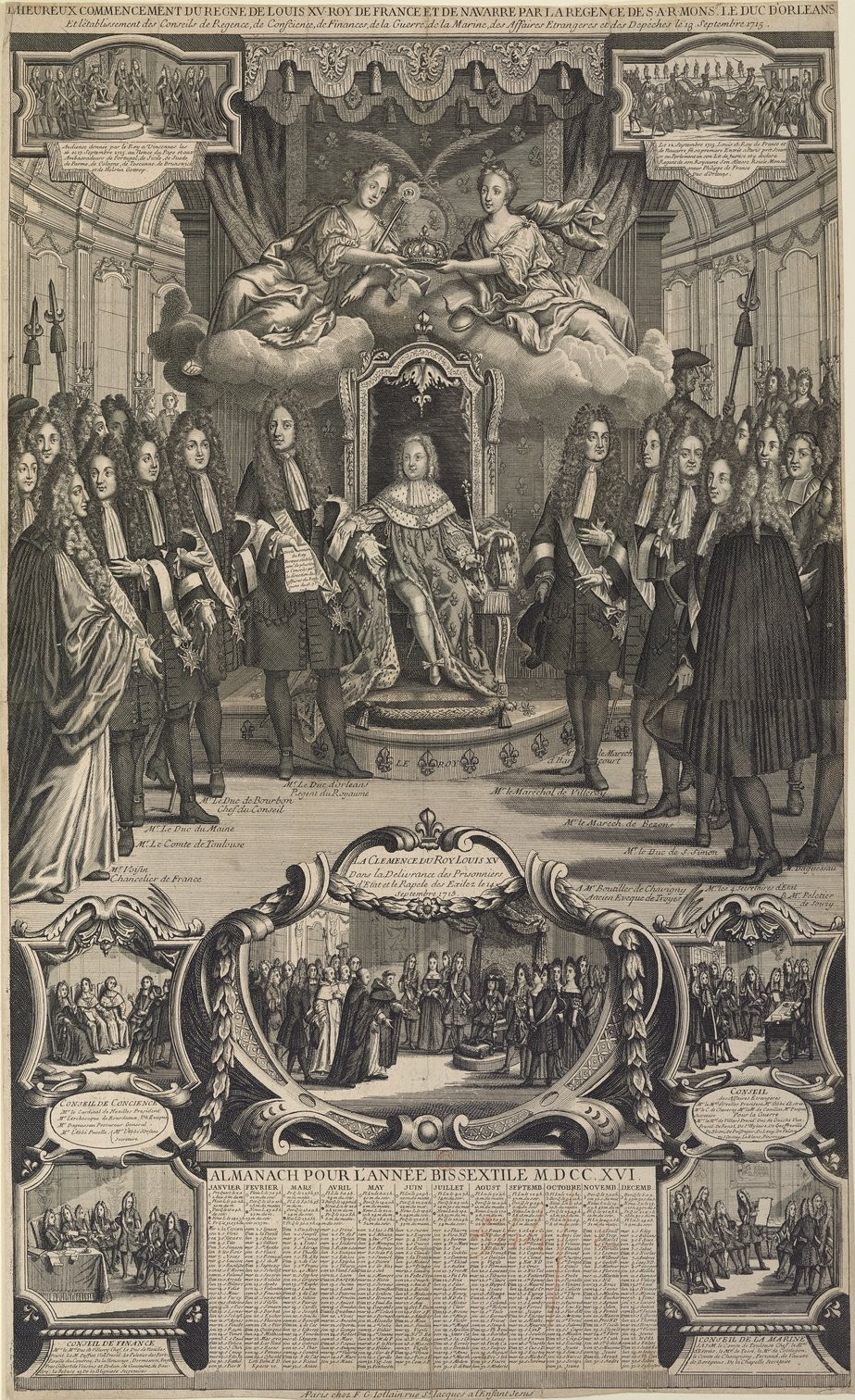
L'heureux commencement du règne de Louis XV, Roy de France et de Navarre par la régence de S. A. R. Monseigneur le duc d'Orléans et l'établissement des Conseils

Le Conseil de marine est l'un des conseils particuliers de la polysynodie, système de gouvernement instauré par le Régent Philippe d'Orléans au début de la Régence, de 1715 à 1718. La polysynodie lui permet d'associer la haute noblesse aux décisions politiques, en la faisant participer à sept conseils qui assistent le Conseil de Régence.
Comme les autres conseils de la polysynodie, le Conseil de marine est créé par le Régent par la déclaration du 15 septembre 1715. Il remplace le secrétaire d'État de la marine. Son chef est le comte de Toulouse, mais il est présidé par le maréchal d'Estrées. il compte dix membres, de la noblesse d'épée mais aussi de la noblesse de robe, choisis pour tenir compte des équilibres politiques et des compétences. Ce sont tous des spécialistes des affaires maritimes.
Le Conseil de marine se réunit au moins deux fois par semaine, à Paris, comme les autres conseils de la polysynodie. Il conserve l'organisation et le personnel des bureaux de l'ancienne secrétairie d'État de la marine, dont il hérite aussi les compétences, tout en partageant certaines avec d'autres conseils. Il tranche lui-même 90% des dossiers qu'il examine, qui sont souvent liés à des questions financières, dans un contexte budgétaire très contraint. Les affaires les plus délicates sont transmises au Régent. Il intervient dans la gestion des galères et dans celle des colonies.
Le Conseil de marine n'est pas supprimé comme les autres conseils de la polysynodie en 1718, mais continue alors à fonctionner jusqu'à la majorité de Louis XV, en 1723.

## La composition du Conseil de marine

### Membres

#### Dès septembre 1715
- Louis-Alexandre de Bourbon (1678-1737), comte de Toulouse, amiral de France, chef du Conseil de marine ;
- Victor-Marie d'Estrées (1660-1737), vice-amiral du Ponant, maréchal de France, président du Conseil de marine et vice-président du Conseil de commerce ;
- Claude François Bidal (1667-1743), marquis d'Asfeld, directeur général des fortifications, également membre du Conseil de la guerre ;
- René III de Froullay de Tessé (1648-1725), maréchal de France, lieutenant général des galères, démissionne du Conseil de marine en 1717 ;
- Antoine Bochard de Champigny (1650-1720), officier de marine ;
- Alain Emmanuel de Coëtlogon (1646-1730), vice-amiral du Levant ;
- Jean-Louis Girardin de Vauvré (1647-1724), intendant de la marine du Levant ;
- François d'Usson de Bonrepaus (1644-1719), ancien intendant des armées navales ;
- François Antoine Ferrand (1657-1731), intendant de Bretagne, également membre du Conseil du commerce[1].

#### À la fin de l'année 1715
- Bernard Renau d'Élissagaray (1652-1719), lieutenant général[1].

### Tenir compte des équilibres politiques

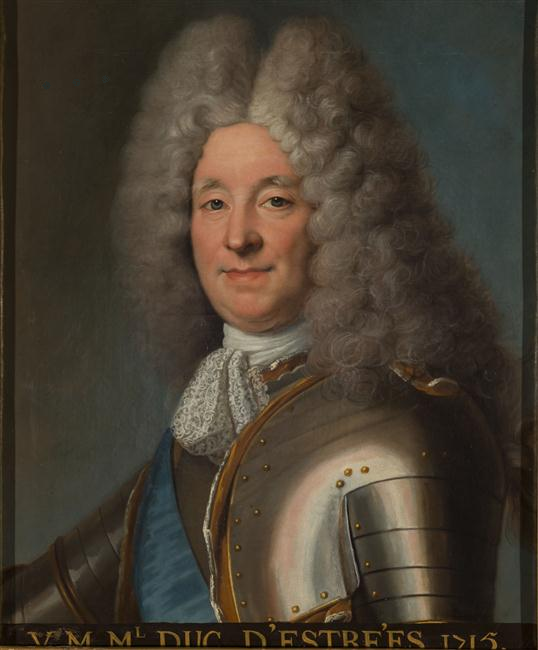
Victor-Marie d'Estrées

La liste des membres du Conseil de la guerre est fixée dès le 19 septembre 1715. Le Régent nomme aux différents conseils, mais doit tenir compte d'impératifs politiques, dans un contexte où son pouvoir est, par nature, peu assuré. Il s'agit de rallier à son gouvernement les différentes composantes de la Cour. Ainsi, la nomination du comte de Toulouse comme chef du Conseil de marine est inévitable, puisqu'il est amiral de France, et permet, comme pour son frère le duc du Maine, de tenir compte de son rang : bâtard légitimé de Louis XIV, donc d'un rang intermédiaire entre les princes du sang et les ducs et pairs, du moins jusqu'en 1718. Il n'est certes pas un fidèle du Régent, mais, contrairement au duc du Maine, le comte de Toulouse n'en est pas un ennemi politique déclaré.
Comme pour les conseils de finances et de conscience, le Régent nomme à la tête du Conseil de marine un membre du clan des Noailles, pour remercier ces nouveaux amis politiques, qui se sont récemment ralliés à lui. Ainsi, la présidence du conseil de marine revient à Victor-Marie d'Estrées, beau-frère du duc de Noailles. Il constitue avec le comte de Toulouse un tandem qui permet de contrôler ce dernier. Le Régent utilise la même formule dans les autres conseils. Le maréchal d'Estrées est aussi vice-président du Conseil de commerce. Le Régent cherche également à récompenser les fidèles, comme le marquis d'Asfeld (dont la nomination permet également de démettre de ses fonctions de directeur des fortifications Michel Le Peletier de Souzy, influent conseiller de Louis XIV), qui, en tant que nouveau directeur général des fortifications siège à la fois au Conseil de la guerre et au Conseil de marine.

### Réunir des spécialistes

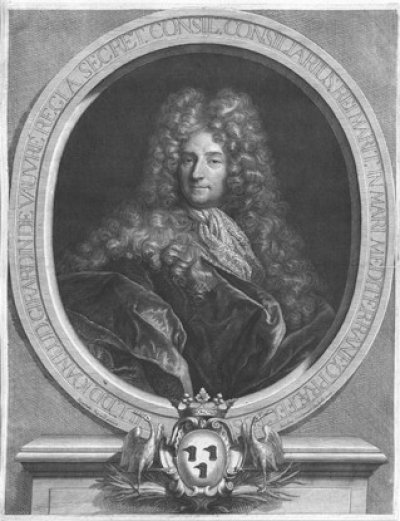
Jean-Louis Girardin de Vauvré, 1703

Comme les autres conseils, la composition du Conseil de marine montre clairement le primat des compétences. Réunissant l'amiral de France et les deux vice-amiraux (qui conduisent en fait les opérations militaires), il est essentiellement composé de spécialistes. Nombre d'entre eux ont mené des campagnes sur mer : le comte de Toulouse, le maréchal d'Estrées, le maréchal de Tessé, Alain Emmanuel de Coëtlogon et Antoine Bochard de Champigny ont commandé en Méditerranée pendant la guerre de Succession d'Espagne. Plusieurs d'entre eux ont par exemple participé à la grande bataille navale de Velez-Malaga.
Ils sont accompagnés d'autres spécialistes, des officiers de plume, qui exercent ou ont exercé des charges administratives de premier plan dans la marine : Jean-Louis Girardin de Vauvré, intendant général de la marine du Levant, François d'Usson de Bonrepaus, ancien intendant des armées navales et diplomate, François Antoine Ferrand intendant de Bretagne donc très au fait des affaires maritimes.
Le Conseil de marine ne comporte pas que des nobles d'épée puisque trois de ses membres sont des nobles de robe. Il est toutefois un des conseils de la polysynodie où la proportion de nobles d'épée est la plus forte, alors que, sur l'ensemble des conseils, les deux noblesses sont à part égales. C'est logique puisqu'il commande un corps, celui des officiers de marine, où la proportion de nobles d'épée est alors en pleine augmentation.

## Le Conseil de marine au travail

### À Paris
Comme les autres conseils de la polysynodie, le Conseil de marine siège à Paris. En effet, dès septembre 1715, le Régent organise le déménagement du roi et de la Cour d'abord à Vincennes puis, rapidement, à Paris, qui redevient donc la capitale politique de la France. Le roi enfant Louis XV et sa Cour sont installés au palais des Tuileries. Le Conseil de marine, comme la plupart des conseils, se réunit au Louvre, plus précisément dans les anciens appartements d'Anne d'Autriche, deux fois par semaine, le mardi et le vendredi et parfois tient une séance hebdomadaire supplémentaire. Il se réunit aussi parfois dans l'hôtel particulier du comte de Toulouse. Sa réunion d'installation a lieu dès le 28 septembre 1715, ses règles de fonctionnement ayant probablement été établies auparavant. Toutefois, François Antoine Ferrand n'arrive à Paris que plus tard : il est encore en Bretagne fin janvier 1716, y attendant son remplaçant. Dans une société où les questions de rang et de préséance sont structurantes, le Conseil de marine connaît une querelle de préséance, moins grave toutefois que dans d'autres Conseils, entre Girardin de Vauvré et Usson de Bonrepaus.
Le conseil de la marine est un véritable ministère collégial, qui fonctionne sans que les compétences soient réparties entre ses membres. On a peu d'information sur le déroulement des séances, qui semblent avoir été préparées par le maréchal d'Estrées. Les extraits d'affaires qui ont été conservés montrent le travail des bureaux, qui rédigent un résumé écrit, avec un emplacement prévu pour y porter des remarques et des décisions, signées par le comte de Toulouse, ou le maréchal d'Estrées. Le travail du Conseil de marine est suivi par La Vrillière, qui a conservé son poste de secrétaire d'État de la religion prétendue réformée lors de la mise en place de la polysynodie parce qu'il est considéré comme inoffensif.

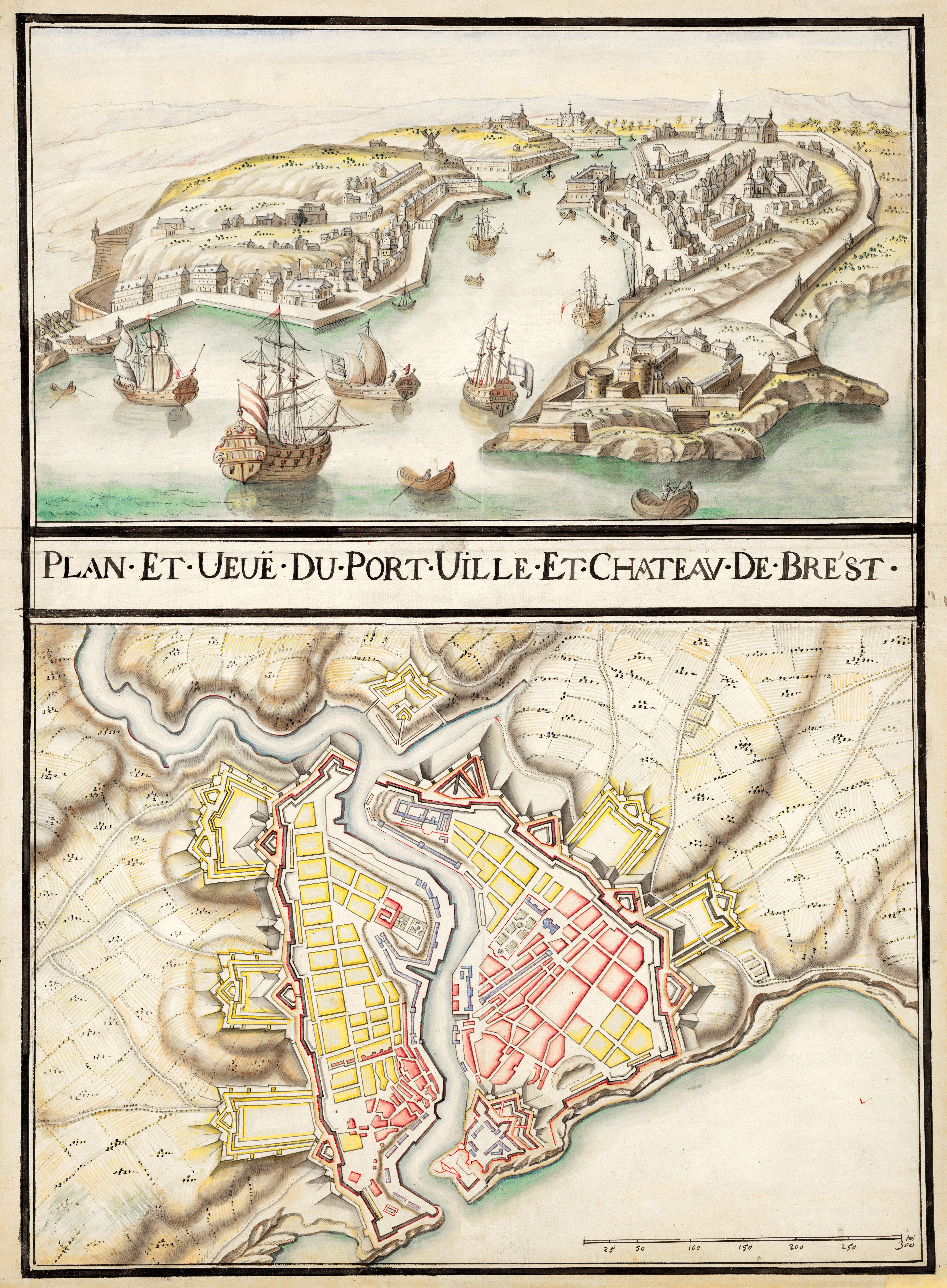
Brest vers 1700, principal arsenal de la flotte du Ponant

Les bureaux du Conseil de la marine sont organisés dans la continuité de ceux de l'ancien secrétariat d'État de la Marine. Ils sont structurés selon une logique à la fois géographique et thématique et emploient trente-cinq commis, regroupés dans une maison louée à cet effet rue des Fossés-Montmartre à Paris. Ces services s'y installent jusqu'en 1722, avant de déménager rue Coquillière où ils restent jusqu'en 1723, quand la Cour et le gouvernement retournent à Versailles.
Chaque bureau est dirigé par un premier commis. Pierre de Batilly dirige le bureau du Ponant, Casimir Lefebvre de Givry est à la tête de celui du Levant, comme Pierre-Joseph Argoud pour celui des fonds. Cet emploi de premier commis du bureau des fonds en fait un véritable chef du personnel de la marine, qui intervient sur toutes sortes d'affaires. Argoud est d’ailleurs le premier commis dont le traitement est le plus élevé. Ambroise d'Aubenton de Villebois dirige le bureau des consulats et Antoine Denis Raudot celui des colonies, ainsi que les classes de matelots, les Invalides, les fortifications tandis que Pierre Clairambault est le premier commis du bureau des archives. Nicolas Clairambault gère le bureau chargé de la révision des comptes des trésoriers de la marine et des galères. Le secrétariat est chargé de répartir la correspondance à traiter entre les différents bureaux. Tous ces premiers commis sont déjà en place avant la création de la polysynodie ou succèdent de manière normale à leur prédécesseur.

### Compétences et gestion des affaires courantes
Le Conseil de marine hérite des anciennes compétences des  secrétaires d'État de la Marine : la gestion des ports, la marine, les galères, les Invalides de la marine, les colonies et les consulats. Il a le contrôle des dépenses qu'il engage, qui en dépendent pas du Conseil de finances. Il partage certaines compétences avec d'autres conseils. Ainsi, si ie Conseil de marine entretient une correspondance fournie avec les consuls, représentants du roi, protecteurs des intérêts français et informateurs sur l'état des flottes étrangères, lorsque le sujet devient vraiment politique il transmet l'affaire au Conseil des affaires étrangères, dont l'autorité semble être jugée supérieure. Le Conseil de marine partage également le commerce extérieur avec le Conseil de commerce. C'est pour cela que François Antoine Ferrand siège dans les deux conseils, pour y rapporter les affaires concernées. De même, le marquis d'Asfeld siège à la fois au Conseil de la guerre et au Conseil de marine parce que les fortifications, qu'il dirige, dépendent de ces deux conseils.
En théorie, le Conseil de marine n'est qu'un des conseils particuliers de la polysynodie, qui doit transmettre les dossiers importants au Conseil de Régence. Dans les faits, le Conseil de marine traite lui-même 90% des dossiers et très peu d'entre eux sont transmis au Conseil de Régence, à peine 2%. Les autres sont examinés directement par le Régent lui-même, court-circuitant ainsi le Conseil de Régence. Les dossiers que le Conseil de marine transmet sans décider seul sont les plus sensibles : certaines affaires judiciaires, les litiges avec les puissances étrangères ou la révolte de la Martinique en 1717, qui est essentiellement une contestation du régime de l'Exclusif.

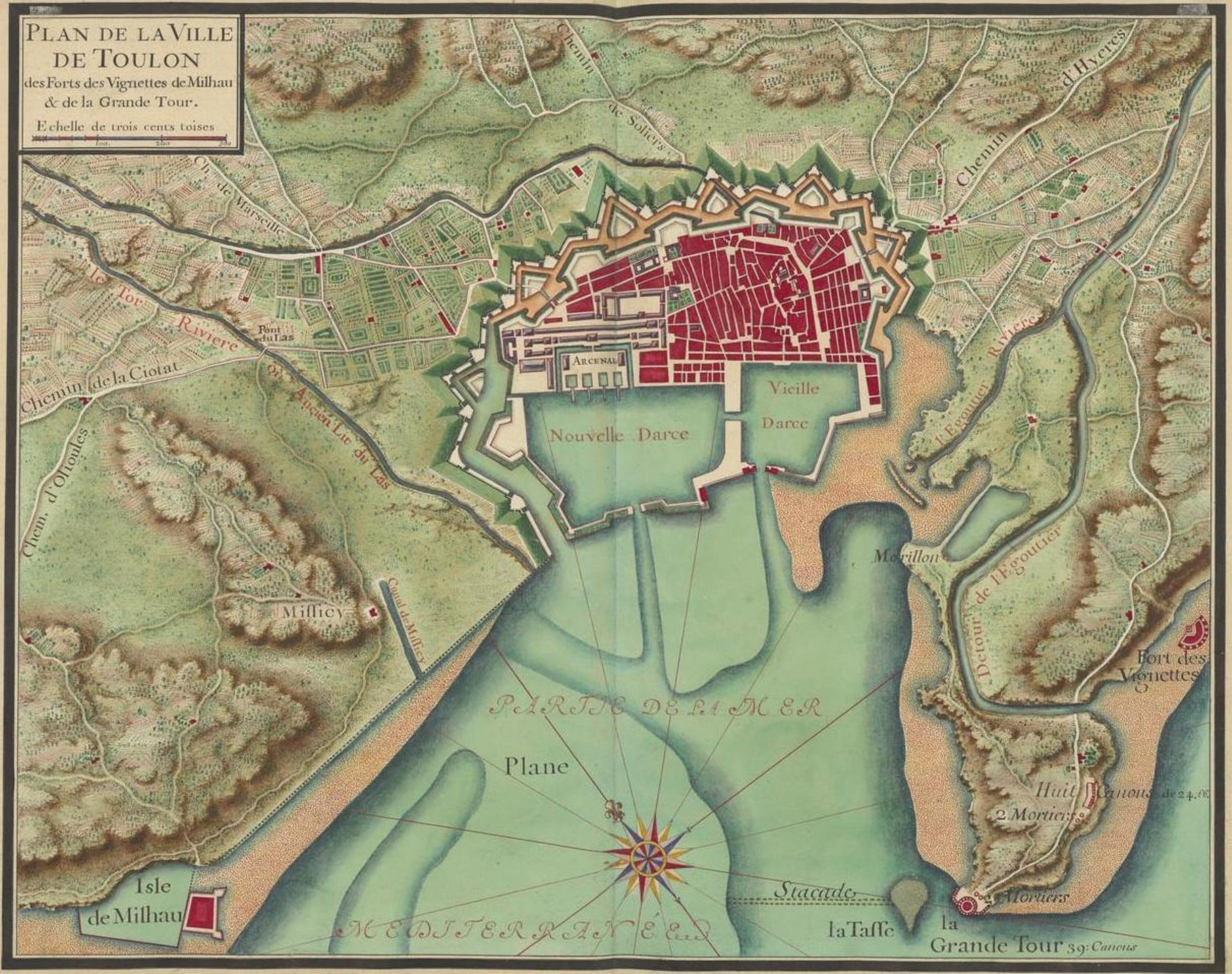
Le port de Toulon, de la flotte du Levant, ses deux darses et son arsenal vers 1700

Le Conseil de marine s’appuie sur une administration organisée et des interlocuteurs. Il correspond principalement avec les intendants de marine (auxquels il répond généralement dans les deux semaines), les commissaires de la marine, les gouverneurs des colonies et les consuls. Il hérite d'un outil naval et administratif structuré et développé pendant le règne de Louis XIV et la plupart des membres du Conseil de marine ont participé à cet effort. Les affaires traitées par le Conseil de marine concernent d'abord, pour un quart d'entre elles, le Ponant. Les fonds, autrement dit les dépenses, représentent en apparence 18% des affaires, les colonies et le Levant environ 15% des affaires chacun. Mais, en fait, pour le Ponant comme pour le Levant, les dépenses nécessaires pour les ports, l'entretien des navires et les troupes constituent l'essentiel des dossiers. Ceux ayant trait aux pays étrangers correspondent à 10% de l'ensemble, les fortifications et les invalides chacun environ 7%. Les affaires concernant les classes des matelots et les gardes-côtes sont très peu nombreuses.

### La flotte, les galères, les colonies et les consuls

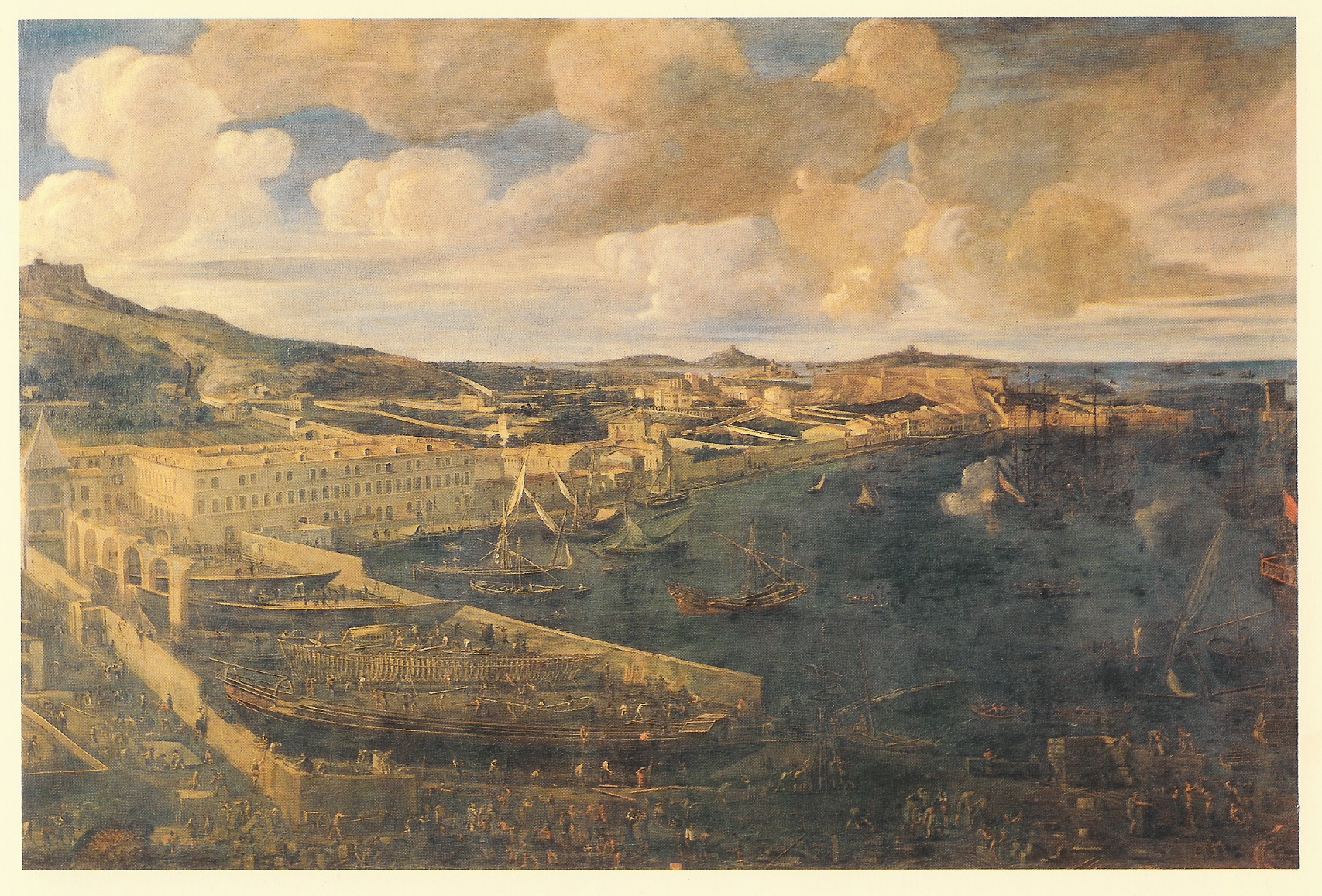
Arsenal des Galères de la ville de Marseille,
Jean-Baptiste de La Rose, 1666, Musée de la Marine de la Chambre de commerce de Marseille.

Le Conseil de marine réorganise quelques administrations dont il a la charge, la garde-côte et la prévôté de la marine. Il crée en 1716 la compagnie des quatre-vingts gardes, garde d'honneur de l'amiral de France, installée à Brest et à Toulon. Mais il ne relance pas la construction de la flotte. Le contexte budgétaire contraint l'en empêche. Au contraire, il cherche à réduire les coûts, donc les effectifs des marins comme des officiers de plume.
Pour le Levant, la gestion des galères inclut celle des forçats, à Marseille. Dès octobre 1715, le Conseil de marine tente d'y mettre de l'ordre, réclamant, avec insistance, des listes de libérés à l'intendant général des galères, Pierre Arnoul. En effet, les condamnés aux galères, souvent, ne sont pas libérés au terme de leur peine et s'en plaignent. Grâce à cette intervention, la durée de la peine est mieux respectée et la proportion de galériens qui en sortent vivants augmente, pour ceux condamnés à de courtes peines.

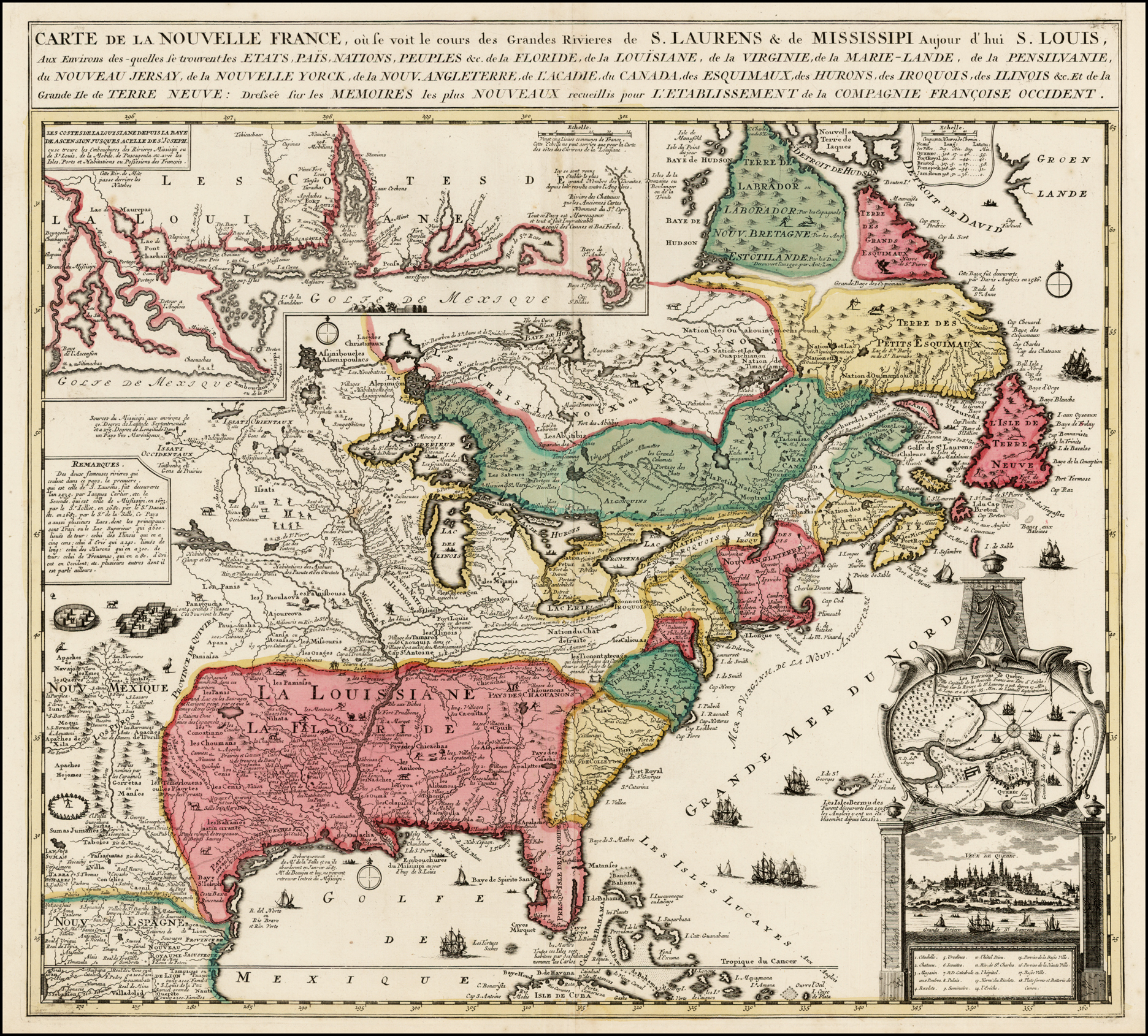
Carte de la Nouvelle-France, Nicolas de Fer, 1719

Le Conseil de marine prend connaissance des rapports des gouverneurs et lieutenants généraux du roi dans les colonies et des missionnaires chargés de l'évangélisation, par exemple au Canada. Il établit des amirautés dans les colonies françaises d'Amérique. Plus précisément, l'édit du 12 janvier 1717 crée des sièges de l'amirauté à Québec, à Louisbourg et à Saint-Pierre de la Martinique. Ce sont des tribunaux de première instance qui tranchent les litiges maritimes. Le Conseil de marine participe aux décisions prises par le Régent confiant la Lousiane à la nouvelle Compagnie du Mississippi et tente d'en favoriser le peuplement en y envoyant des vagabonds rassemblés à Rochefort. C'est l'époque de la fondation de La Nouvelle-Orléans. Le Conseil de marine autorise le libre commerce avec la Guinée, donc encourage le commerce triangulaire.
Le Conseil de marine gère aussi les affaires concernant les consulats, souvent des contentieux commerciaux entre les Français et les autorités locales des pays étrangers, dans le Nord de l'Europe, en Espagne, au Portugal, en Italie, dans les Échelles du Levant, etc Le Conseil de marine normalise la correspondance avec les consuls en leur demandant de respecter des formes précises dans leurs courriers, pour gagner en efficacité. Certains consuls jugent que le Conseil de marine leur en demande trop et s'en plaignent, comme le consul à Naples, Jean-Baptiste-Gaston de Faucon de Ris, comte de Charleval. Le Conseil de marine doit faire face au mécontentement des souverains étrangers en temporisant quand ils veulent le renvoi du consul, comme Victor-Amédée II de Savoie le réclame en 1716 pour le consul français à Nice, Lucien Barbet de Longpré.

## Le Conseil de marine après la polysynodie (1718-1723)
Le 24 septembre 1718, le Régent met fin à la polysynodie, qui se grippe et est l'objet de critiques de plus en plus fortes. Le Conseil de la guerre est supprimé par une simple lettre du Régent à son président, comme les conseils de conscience, des affaires étrangères et des affaires du Dedans,. Pourtant, le Conseil de marine est maintenu. Le Régent prévoit d'abord de le supprimer aussi, puis renonce à ce projet.
Le maintien du Conseil de marine peut s'expliquer par la bienveillance du Régent envers le comte de Toulouse, qu'il prend soin de ménager, contrairement à son frère le duc du Maine, quand ces deux bâtards légitimés perdent leur rang en 1718. Le comte de Toulouse a la même attitude et ne cherche pas à s'opposer au Régent. De plus, le Conseil de marine fonctionne plutôt bien. En 1718, à la fin de la polysynodie, son activité ralentit, mais beaucoup moins que celle d'autres conseils, il reste le conseil le plus actif en nombre d'affaires rapportées et son travail est considéré comme consciencieux.

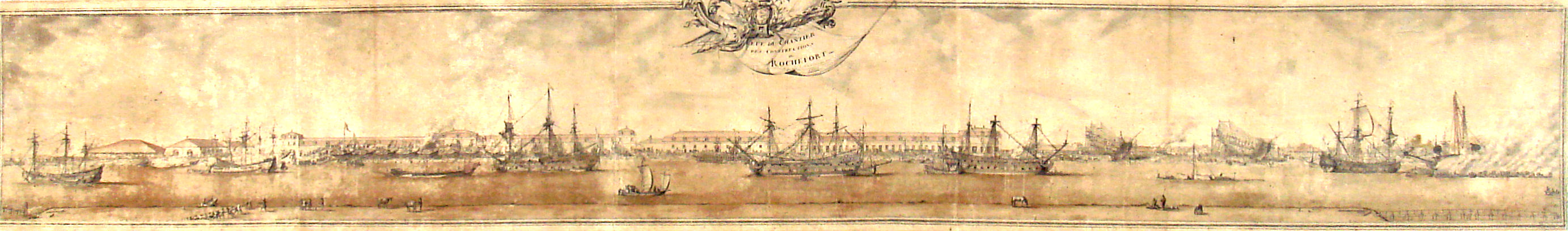
L'arsenal de Rochefort en 1690.

Le Conseil de marine continue à travailler et à examiner beaucoup d'affaires durant les années qui suivent la disparition de la polysynodie. En 1719, il tente de mettre en place un pont commercial régulier entre le Canada et le port de Rochefort, pour l'approvisionnement de ce dernier en bois en construction, en envoyant tous les ans à Québec un bateau chargé de rapporter à l'arsenal de Rochefort du bois de construction.
Le Conseil de marine n'est supprimé qu'en 1723, au moment de la majorité du roi. Le 23 mars 1723, le premier ministre, le Cardinal Dubois, en informe les intendants :

« Le Conseil de marine ayant cessé par la majorité du roi, Sa Majesté a remis ce département à M. le comte de Morville, secrétaire d'Estat, et Elle m'a ordonné de vous escrire qu'Elle souhaitte que vous luy rendiez compte à l'avenir des détails du service dont vous estes chargé »

Un autre Conseil de la Marine sera créé sous le Premier Empire, par Décret impérial du 22 juillet 1806, pour examiner la conduite des officiers supérieurs et des commandants à la mer.